# Micronacris brachyptera
Micronacris brachyptera är en insektsart som beskrevs av Willemse, C. 1957. Micronacris brachyptera ingår i släktet Micronacris och familjen gräshoppor. Inga underarter finns listade i Catalogue of Life.